# Palacio de Vrana
El palacio de Vrana (en búlgaro: Дворец „Врана“, Dvorets „Vrana“) es un antiguo palacio real, situado en las afueras de Sofía, la capital de Bulgaria. Hoy en día es la residencia oficial del depuesto zar Simeón II de Bulgaria y su esposa Margarita. Mientras que el palacio real en el centro de Sofía (hoy la Galería de Arte Nacional y el Museo Nacional Etnográfico) sirvió para propósitos representativos y el palacio Euxinograd, cerca de Varna, fue residencia de verano, Vrana fue el palacio donde la familia real de Bulgaria pasó la mayor parte de su tiempo.

## Historia
Los amplios terrenos fueron adquiridos por el zar Fernando I en 1898, situados a las afueras de Sofía. Hay un gran parque y dos edificios, el primero construido en 1904 como pabellón de caza con dos plantas encargado a Georgi Fingov, y el segundo construido entre 1909 y 1914 como un palacio, ambos con dinero estatal. El primer edificio del complejo, el pabellón de caza, ha sido descrito arquitectónicamente como una "gran interpretación del barroco de Plovdiv mezclado con elementos decorativos vieneses". Existía una habitación con una colección de máscaras y reliquias mortuorias del zar Fernando I, ya que era muy supersticioso, y que fue destruida tras la abolición de la monarquía por miedo a que el régimen comunista las usara en contra de la familia.
Tres habitaciones del palacio de tres plantas fueron encargadas al destacado arquitecto Nikola Lazarov, que más tarde fueron redecoradas en estilo barroco, una en el estilo de los palacios reales austriacos y otra en el estilo búlgaro nacional, mientras que el estudio fue diseñado en estilo veneciano. El techo del palacio está realizado en madera tallada, revestimiento en roble, láminas metálicas y porcelana. Las columnas interiores son de mármol de Carrara y todavía está en funcionamiento un antiguo ascensor de Schindler. En términos arquitectónicos, el palacio de Vrana combina influencias bizantinas, tradiciones del Renacimiento búlgaro, Art Nouveau y clasicismo francés.
La Sala de Carelia fue un regalo del zar Alejandro III de Rusia, y todos los muebles (la mesa, las sillas y el tocador) están realizados con abedul de Carelia por maestros de la madera enviados especialmente desde Rusia. La primera planta también alberga un cine y salas del té, en la segunda planta se encuentran las habitaciones y la tercera es usada por el servicio y la corte.
En 1918, Vrana pasó del zar Fernando a Boris III. En este lugar se reunió con el nuevo gobierno tras el golpe de Estado del 9 de junio de 1923. En agosto de 1943, pasó a manos de Simeón II. El palacio principal fue bombardeado por las fuerzas aéreas británicas entre 1943 y 1944 durante la Segunda Guerra Mundial, y tras ser dañado parcialmente, fue restaurado en 1947.  Tras la abolición de la monarquía, Vrana fue ocupada por los comunistas y se convirtió en residencia de Georgi Dimitrov.
Tras la caída del régimen comunista, Vrana fue devuelta al último zar, Simeón II, y a su hermana la princesa María Luisa, bajo órdenes del Tribunal Constitucional de Bulgaria en junio de 1998. Simeón se trasladó junto a su esposa Margarita al pabellón de caza, ya renovado, durante la primavera de 2001.

## Restos de Boris III
Tras el triunfo de la revolución del 9 de septiembre de 1944, el Ejército Rojo entró en el país y dos años después se celebró un referéndum en el que se abolía la monarquía y se constituía la República Popular de Bulgaria. Los líderes comunistas ordenaron entonces desenterrar los restos del rey Boris III del monasterio de Rila y dieron permiso a la familia para que su cuerpo descansara en el jardín del palacio de Vrana, en el que construyó una pequeña capilla.
No obstante, cuando la familia real fue expulsada del país en 1946, los restos del monarca fueron desenterrados y ubicados en un lugar hoy desconocido, incluso puede que fueran incinerados para evitar lugares de veneración. La capilla fue convertida en cobertizo y más adelante destruida; actualmente se mantienen las trazas de su ubicación.

## Polémica por la propiedad
El palacio, junto a otras propiedades devueltas a Simeón II, ha sido objeto de diversas controversias en los medios de comunicación y la sociedad búlgara durante comienzos de siglo, ya que muchas voces se alzaron para que fueran patrimonio público. 
A pesar de que el Tribunal Constitucional le dio la titularidad en 1998, en diciembre de 2009 el Parlamento búlgaro votó a favor de inhabilitarle para disponer de tales bienes. Simeón, su esposa Margarita, y su hermana María Luisa acudieron al Tribunal Europeo de Derechos Humanos de Estrasburgo para que evitar la expropiación de sus propiedades.
A finales de agosto de 2018, la jueza Petya Aleksieva del Juzgado de Sofía decretó la pérdida de la propiedad del palacio de Vrana de Simeón y su hermana María Luisa, pasando a titularidad estatal. Ambos manifestaron que recurrirán la decisión judicial. Tras varios años de litigios, a finales de diciembre de 2022 Simeón de Bulgaria consiguió ganar la batalla al Estado, que le reclamó el palacio Vrana y otras propiedades. Finalmente, la Corte Suprema de Casación no admitió un recurso contra la decisión de la Corte de Apelaciones de Sofía en la que, tanto Simeón de Bulgaría como su hermana María Luisa, son reconocidos como los propietarios legítimos del parque y el palacio de Vrana.

## Parque de Vrana

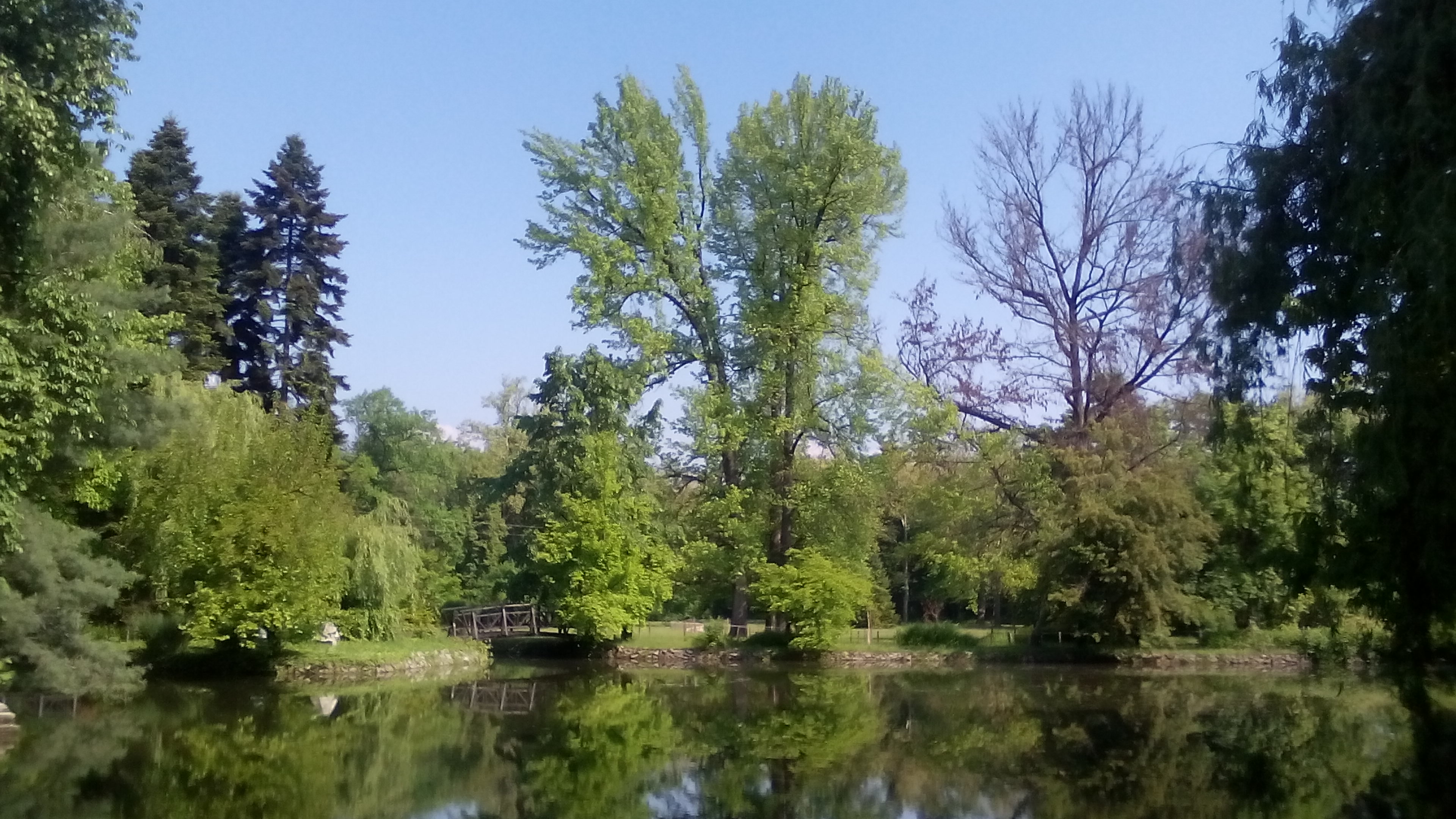
Parque de Vrana

El parque fue donado por la familia real a la ciudad de Sofía en octubre de 1999, haciendo posible abrirlo al público como parque de Vrana. El espacio verde alberga más de 400 especies de plantas y ha sido declarado monumento nacional paisajístico y arquitectónico. Entre los arquitectos que participaron en su renovación se encuentran V. Georgiev, K. Baykushev, Jules Locheau, Johann Kellerer, Anton Kraus, Alaricus Delmard y Wilhelm Schacht. El parque también dispone de un lago y varios jardines de rocas. Desde junio de 2013, el parque se abrió al público los fines de semana. Existe un autobús que hace el recorrido desde el palacio hasta el Puente de las Águilas durante el horario de apertura del parque.